# Női 500 méteres gyorskorcsolya az 1960. évi téli olimpiai játékokon
Az 1960. évi téli olimpiai játékokon a gyorskorcsolya női 500 méteres versenyszámát február 20-án rendezték. Az aranyérmet az Egyesült Német Csapat versenyzője, Helga Haase nyerte meg. A versenyszámban nem vett részt magyar versenyző.
Ez a versenyszám először szerepelt a téli olimpia programjában.

## Rekordok
A versenyt megelőzően a következő rekord volt érvényben:
| Világrekord | Tamara Rilova (URS) | 45,6 | Medeo, Szovjetunió | 1955. január 11. |

Elsőként megrendezett versenyszámként a következő olimpiai rekord született:
| Natalja Doncsenko (URS) | 46,0 | Squaw Valley, Amerikai Egyesült Államok | 1960. február 20. |
| Helga Haase (EUA)       | 45,9 | Squaw Valley, Amerikai Egyesült Államok | 1960. február 20. |

## Végeredmény
Mindegyik versenyző egy futamot teljesített, az időeredmények határozták meg a végső sorrendet. Az időeredmények másodpercben értendők. A rövidítések jelentése a következő:
- OR: olimpiai rekord

| Helyezés | Versenyző                    | Nemzet                      | Idő           |
| -------- | ---------------------------- | --------------------------- | ------------- |
| Arany    | Helga Haase                  | Egyesült Német Csapat (EUA) | 45,9 OR       |
| Ezüst    | Natalja Doncsenko            | Szovjetunió (URS)           | 46,0          |
| Bronz    | Jeanne Ashworth              | Egyesült Államok (USA)      | 46,1          |
| 4.       | Tamara Rilova                | Szovjetunió (URS)           | 46,2          |
| 5.       | Nagakubo-Takamizava Hacue    | Japán (JPN)                 | 46,6          |
| 6.       | Klara Guszeva                | Szovjetunió (URS)           | 46,8          |
| 6.       | Elwira Seroczyńska           | Lengyelország (POL)         | 46,8          |
| 8.       | Hama Fumie                   | Japán (JPN)                 | 47,4          |
| 9.       | Doreen Ryan                  | Kanada (CAN)                | 47,7          |
| 10.      | Kathy Mulholland             | Egyesült Államok (USA)      | 47,9          |
| 11.      | Iris Sihvonen                | Finnország (FIN)            | 48,1          |
| 12.      | Helena Pilejczyk             | Lengyelország (POL)         | 48,2          |
| 13.      | Françoise Lucas              | Franciaország (FRA)         | 48,3          |
| 14.      | Eevi Huttunen                | Finnország (FIN)            | 48,6          |
| 15.      | Christina Lindblom-Scherling | Svédország (SWE)            | 48,7          |
| 16.      | Jeanne Omelenchuk            | Egyesült Államok (USA)      | 49,3          |
| 17.      | Peggy Robb                   | Kanada (CAN)                | 50,0          |
| 18.      | Sigrit Behrenz               | Egyesült Német Csapat (EUA) | 50,2          |
| 19.      | Takano Josiko                | Japán (JPN)                 | 50,3          |
| 20.      | Natascha Liebknecht          | Egyesült Német Csapat (EUA) | 51,4          |
| 21.      | Kim Kjonghö                  | Dél-Korea (KOR)             | 53,2          |
| 22.      | Han Hjedzsa                  | Dél-Korea (KOR)             | 53,8          |
| –        | Elsa Einarsson               | Svédország (SWE)            | nem ért célba |